# 扎金索斯专区
扎金索斯专区（希臘語：Περιφερειακή ενότητα Ζακύνθου），是希腊伊奧尼亞群島大區的一个专区。首府为扎金索斯市。专区范围包括扎金索斯島和几个小岛。专区面积为407.58平方公里，2021年人口数量为41,180人。

## 行政
扎金索斯专区成立于2011年，在当时的卡利克拉提斯改革方案中，希腊所有州份被取消。原扎金索斯州作为整体设立为扎金索斯专区。扎金索斯专区只包括一个市镇（括号内为地图中的数字）：
- 扎金索斯（1）